# Biatlon az 1960. évi téli olimpiai játékokon
Az 1960. évi téli olimpiai játékokon a biatlon 20 km-es egyéni indításos versenyszámát február 21-én rendezték. Az aranyérmet a svéd Klas Lestander nyerte meg. A Magyarországot képviselő Sajgó Pál a 26. helyen végzett.
Ezt a versenyszámot először rendezték meg a téli olimpia történetében.

## Éremtáblázat
(Az egyes számoszlopok legmagasabb értéke, vagy értékei vastagítással kiemelve.)
| Az 1960. évi téli olimpiai játékok éremtáblázata biatlonban | Az 1960. évi téli olimpiai játékok éremtáblázata biatlonban | Az 1960. évi téli olimpiai játékok éremtáblázata biatlonban | Az 1960. évi téli olimpiai játékok éremtáblázata biatlonban | Az 1960. évi téli olimpiai játékok éremtáblázata biatlonban | Olimpia  |
| ----------------------------------------------------------- | ----------------------------------------------------------- | ----------------------------------------------------------- | ----------------------------------------------------------- | ----------------------------------------------------------- | -------- |
|                                                             | Ország                                                      | Arany                                                       | Ezüst                                                       | Bronz                                                       | Összesen |
| 1.                                                          | Svédország (SWE)                                            | 1                                                           | 0                                                           | 0                                                           | 1        |
|                                                             |                                                             |                                                             |                                                             |                                                             |          |
| 2.                                                          | Finnország (FIN)                                            | 0                                                           | 1                                                           | 0                                                           | 1        |
|                                                             |                                                             |                                                             |                                                             |                                                             |          |
| 3.                                                          | Szovjetunió (URS)                                           | 0                                                           | 0                                                           | 1                                                           | 1        |
|                                                             |                                                             |                                                             |                                                             |                                                             |          |
| Összesen                                                    | Összesen                                                    | 1                                                           | 1                                                           | 1                                                           | 3        |

## Érmesek
| Az 1960. évi téli olimpiai játékok érmesei biatlonban | Az 1960. évi téli olimpiai játékok érmesei biatlonban | Az 1960. évi téli olimpiai játékok érmesei biatlonban |
| ----------------------------------------------------- | ----------------------------------------------------- | ----------------------------------------------------- |
| Arany                                                 | Ezüst                                                 | Bronz                                                 |
| Klas Lestander · Svédország (SWE)                     | Antti Tyrväinen · Finnország (FIN)                    | Alekszandr Privalov · Szovjetunió (URS)               |

## Részt vevő nemzetek
A versenyeken 9 nemzet 30 sportolója vett részt.
- Egyesült Államok (USA)
- Finnország (FIN)
- Franciaország (FRA)
- Magyarország (HUN)
- Nagy-Britannia (GBR)
- Egyesült Német Csapat (EUA)
- Norvégia (NOR)
- Svédország (SWE)
- Szovjetunió (URS)

## Végeredmény
Minden lövőhiba kettő perccel növelte az időeredményt, az összesített idő határozta meg a sorrendet.
| Helyezés | Versenyző           | Nemzet                      | Idő       | Lövőhiba     | Összesített idő |
| -------- | ------------------- | --------------------------- | --------- | ------------ | --------------- |
| Arany    | Klas Lestander      | Svédország (SWE)            | 1:33:21,6 | 0 (0+0+0+0)  | 1:33:21,6       |
| Ezüst    | Antti Tyrväinen     | Finnország (FIN)            | 1:29:57,7 | 2 (1+1+0+0)  | 1:33:57,7       |
| Bronz    | Alekszandr Privalov | Szovjetunió (URS)           | 1:28:54,2 | 3 (0+0+0+3)  | 1:34:54,2       |
| 4.       | Vlagyimir Melanyjin | Szovjetunió (URS)           | 1:27:42,4 | 4 (1+1+2+0)  | 1:35:42,4       |
| 5.       | Valentyin Psenyicin | Szovjetunió (URS)           | 1:30:45,8 | 3 (0+1+1+1)  | 1:36:45,8       |
| 6.       | Dmitrij Szokolov    | Szovjetunió (URS)           | 1:28:16,7 | 5 (2+0+0+3)  | 1:38:16,7       |
| 7.       | Ola Wærhaug         | Norvégia (NOR)              | 1:36:35,8 | 1 (0+1+0+0)  | 1:38:35,8       |
| 8.       | Martti Meinilä      | Finnország (FIN)            | 1:29:17,0 | 5 (0+1+2+2)  | 1:39:17,0       |
| 9.       | Kuno Werner         | Egyesült Német Csapat (EUA) | 1:29:33,8 | 6 (2+1+1+2)  | 1:41:33,8       |
| 10.      | Henry Hermansen     | Norvégia (NOR)              | 1:34:20,1 | 4 (0+0+0+4)  | 1:42:20,1       |
| 11.      | Jon Istad           | Norvégia (NOR)              | 1:36:53,5 | 4 (1+1+2+0)  | 1:44:53,5       |
| 12.      | Tage Lundin         | Svédország (SWE)            | 1:33:56,3 | 6 (0+2+3+1)  | 1:45:56,3       |
| 13.      | Herbert Kirchner    | Egyesült Német Csapat (EUA) | 1:38:35,6 | 4 (1+0+1+2)  | 1:46:35,6       |
| 14.      | John Burritt        | Egyesült Államok (USA)      | 1:36:36,8 | 5 (0+1+3+1)  | 1:46:36,8       |
| 15.      | Eero Laine          | Finnország (FIN)            | 1:33:28,3 | 7 (2+0+4+1)  | 1:47:28,3       |
| 16.      | Sven Agge           | Svédország (SWE)            | 1:30:21,7 | 9 (3+3+3+0)  | 1:48:21,7       |
| 17.      | Horst Nickel        | Egyesült Német Csapat (EUA) | 1:32:28,9 | 8 (3+1+0+4)  | 1:48:28,9       |
| 18.      | Pentti Taskinen     | Finnország (FIN)            | 1:36:29,7 | 7 (0+3+2+2)  | 1:50:29,7       |
| 19.      | Adolf Wiklund       | Svédország (SWE)            | 1:30:07,8 | 12 (2+3+3+4) | 1:54:07,8       |
| 20.      | Kurt Hinze          | Egyesült Német Csapat (EUA) | 1:36:36,5 | 9 (3+2+2+2)  | 1:54:36,5       |
| 21.      | Dick Mize           | Egyesült Államok (USA)      | 1:33:56,2 | 11 (3+3+5+0) | 1:55:56,2       |
| 22.      | René Mercier        | Franciaország (FRA)         | 1:26:13,2 | 15 (4+4+2+5) | 1:56:13,2       |
| 23.      | Gustav Hanson       | Egyesült Államok (USA)      | 1:40:06,2 | 9 (3+3+2+1)  | 1:58:06,2       |
| 24.      | Larry Damon         | Egyesült Államok (USA)      | 1:33:38,2 | 13 (5+3+3+2) | 1:59:38,2       |
| 25.      | Victor Arbez        | Franciaország (FRA)         | 1:25:58,4 | 18 (4+5+5+4) | 2:01:58,4       |
| 26.      | Sajgó Pál           | Magyarország (HUN)          | 1:34:27,3 | 14 (5+3+2+4) | 2:02:27,3       |
| 27.      | Gilbert Mercier     | Franciaország (FRA)         | 1:29:16,6 | 17 (4+4+4+5) | 2:03:16,6       |
| 28.      | Paul Romand         | Franciaország (FRA)         | 1:28:48,4 | 18 (5+5+4+4) | 2:04:48,4       |
| 29.      | John Moore          | Nagy-Britannia (GBR)        | 1:40:50,8 | 14 (4+2+4+4) | 2:08:50,8       |
| 30.      | Norman Shutt        | Nagy-Britannia (GBR)        | 1:45:36,5 | 13 (2+5+3+3) | 2:11:36,5       |